# Welzen
Welzen ist ein Ortsteil der Gemeinde Lindlar im Oberbergischen Kreis im Regierungsbezirk Köln in Nordrhein-Westfalen (Deutschland).

## Lage und Beschreibung
Welzen liegt im Westen der Gemeinde Lindlar an der Kommunal- und Kreisgrenze zum Rheinisch-Bergischen Kreis und zur Gemeinde Kürten im Sülztal. Unmittelbarer Nachbarort ist Hommerich, weitere Nachbarorte sind Schmitzhöhe und Ebbinghausen.

## Geschichte
Der Ort wurde 1487 das erste Mal urkundlich als weltzhusen erwähnt. Der Name Welzen leitet sich von der Ackerwalze ab und ist ein Hinweis auf die ursprünglich landwirtschaftliche Prägung des Ortes.
Im Jahre 1782 erwarb Christian Hamm aus Bergscheid Ländereien in Welzen, um einen Eisenhammer in Betrieb zu nehmen.
1830 wurde in der Topographisch-statistischen Beschreibung der Königlich Preußischen Rheinprovinz vermerkt: „[…] Weltzen, Ein Hof mit 21 Einwohnern und doppelten Eisenhämmern“.
Aufgrund § 10 und § 14 des Köln-Gesetzes wurde 1975 die Gemeinde Hohkeppel aufgelöst und umfangreiche Teile in Lindlar eingemeindet. Darunter auch Welzen.
Heute besteht der Ort aus 15 Häusern und hat rund 80 Einwohner.

## Busverbindungen
Haltestelle Welzen:
- VRS (OVAG) Linie 335 Scheel – Frielingsdorf – Lindlar – Linde – Biesfeld – Bergisch Gladbach
- 401 Industriegebiet Klause – Lindlar – Waldbruch – Schmitzhöhe – Hommerich – Kürten Schulzentrum (KWS, Schulbusverkehr)
- 408 Kürten – Offermannsheide – Biesfeld – Kürten (KWS, Schulbusverkehr)